# Championnat de Belgique de football de deuxième division 2019-2020
Navigation
saison précédente saison suivante
Le Championnat de Belgique de football D2 2019-2020 est la cent-troisième édition du championnat de belge de Division 2, mais la quatrième édition sous l'appellation « Division 1B ».
À la suite d'une importante réforme de la structure pyramidale du football belge survenue en 2016, le championnat, qui ne comporte dès lors plus que 8 clubs professionnels, se compose de deux périodes au cours desquelles les différentes formations s'affrontent en allers-retours.
Au terme de la saison, les vainqueurs de chaque période s'affrontent et le gagnant est sacré champion de Division 1B et promu de Division 1A.
Par ailleurs et depuis la saison 2019-2020, les 6 formations les mieux classées du championnat au terme de la saison participent aux Play-off 2 en compagnie de 10 formations de Divisions 1A (contrairement aux éditions précédentes où seules les trois formations les mieux classées du championnat au terme de la saison, à l'exception du champion, participaient aux Play-off 2 en compagnie de 9 formations de Division 1A).
Les deux formations les moins bien classées du championnat jouent, quant à elles, les Play-off 3 sous la formes de match barrages où le vainqueur est celui qui accumulent le plus de points en 5 matchs, la formation classée 7e ayant 3 points d'avance et jouera la première rencontre à domicile. le club perdant sera relégué à l'échelon inférieur.

## Résumé particulier 2019-2020
À l'instar de toutes les compétitions sportives belges, Le championnat 2019-2020 de Division 1B est arrêté à la suite des premières mesures de confinement imposées par le gouvernement belge en raison de la crise du Covid-19. On comprend rapidement que l'évolution de la situation sanitaire ne permettra pas de reprendre un cours normal des épreuves. En football, les premières décisions (arrêt définitif de la saison) tombent assez rapidement et en dépit de quelques contestations, sont confirmées et maintenues,,.
La particularité du planning la D1B belge est qu'au moment de l'interruption une grande part de son déroulement est effectuée. Du point de vue de l'attribution du titre et donc du droit de monter en Jupiler League la saison suivante, il ne reste que la finale "retour" à disputer. Au niveau de la relégation, toute mesure devient inutile. Les "Play-Offs 3 sont annulés, car trois clubs sont priés de quitter la division : Lokeren est déclaré en faillite et disparaît alors que Virton et Roulers n'obtiennent pas leur licence pour l'exercice suivant. Pour les Gaumais, il s'agit d'un renvoi au 4e niveau car le club n'a même pas reçu le sésame pour la Nationale 1 (nouvelle appellation de la D1 Amateur). Pour les Flandriens, la menace d'une disparition plane également en raison d'une situation financière catastrophique.
Après plusieurs réunions (par visioconférence) et propositions en sens divers, il est admis que la finale retour soit jouée le 2 août 2020. Le K. SV Roeselaere apprend sa reprise et donc son sauvetage le 18 juillet 2020 ! Par contre, l'ExcelsiorVirton reste dans le marasme mais aussi combatif. Alors que de nombreux joueurs souhaitent être libérer de leur contrat, le club poursuit ses actions de contestations et va même jusqu'à demander, par voie de justice, le report du début des compétitions 2020-2021 !

## Critères de participation
Parmi les critères d'octroi de la licence pour jouer en Division 1B, citons:
- Avoir 17 joueurs sous contrat (avec le statut professionnel)
- Disposer d'un stade de minimum 8.000 places dont minimum 5.000 assises
- Disposer d'un éclairage de 800 LUX.

Dans un autre domaine, les clubs participant à la Division 1-B devraient percevoir 500,000 euro par saison provenant des droits télévisés du football professionnel.
Pour la saison 2018-2019, les critères d'obtention de licence dite D1A seront aussi d'application pour la D1B.

## Clubs participants à la saison 2019-2020
| Club                 | En Division 2 depuis | Classement 2018-2019 | Budget (en M€) | Entraîneur          | Depuis | Stade                | Capacité |
| -------------------- | -------------------- | -------------------- | -------------- | ------------------- | ------ | -------------------- | -------- |
| K. SC Lokeren O-Vl.  | 2019                 | 16e (D1A)            | 9,5 (en 2018)  | Glen De Boeck       | 2019   | Stade Daknam         | 12 136   |
| K. Beerschot VA      | 2017                 | 2e                   | 11             | Stijn Vreven        | 2018   | Het Kiel             | 12 771   |
| R. Union St-Gilloise | 2015                 | 3e                   | NC             | Thomas Christiansen | 2018   | Stade Joseph Marien  | 8 100    |
| K. VC Westerlo       | 2014                 | 4e                   | 6,5            | Bob Peeters         | 2017   | Het Kuipje           | 8 035    |
| K. SV Roeselare      | 2010                 | 5e                   | 3,8            | Juanito             | 2018   | Stade du Schiervelde | 9 461    |
| Lommel SK            | 2018                 | 6e                   | 2,5            | Stefán Gíslason     | 2019   | Stade Soeverein      | 8 000    |
| Oud-Heverlee Leuven  | 2016                 | 7e                   | 7 (en 2018)    | Vincent Euvrard     | 2017   | Den Dreef            | 10 020   |
| R. Excelsior Virton  | 2019                 | 1er (D1 Amateur)     | 3 (en 2018)    | Dino Toppmöller     | 2019   | Stade Yvan Georges   | 4 000    |

### Localisation des clubs participants
| \| Lokeren K. Beerschot VA Roeselare Union SG OH Leuven Westerlo Lommel Virton \| Localisation des clubs engagés en Division 1B 2019-2020 |
| Lokeren K. Beerschot VA Roeselare Union SG OH Leuven Westerlo Lommel Virton                                                               |

### Villes et stades
| K Beerschot VA                    | OH Louvain                            | K. SC Lokeren O-Vl.          | RU Saint-Gilloise                    |
| --------------------------------- | ------------------------------------- | ---------------------------- | ------------------------------------ |
| Kiel Capacité : 12 771            | Stade Den Dreef Capacité : 10 020     | Daknam Capacité : 12 136     | Stade Joseph Marien Capacité : 8 100 |
|                                   |                                       |                              |                                      |
| Lommel SK                         | KSV Roulers                           | K. VC Westerlo               | R. Excelsior Virton                  |
| Stade Soeverein Capacité : 12 500 | Stade du Schiervelde Capacité : 9 700 | Het Kuipje Capacité : 10 278 | Yvan Georges Capacité : 4 000        |
|                                   |                                       |                              |                                      |

## Organisation

### Périodes et finale éventuelle
Cette division est jouée en deux périodes de 14 matchs par clubs (qui se rencontrent en matchs aller/retour). Un classement général final, regroupant les points des deux périodes, est établi sur 28 rencontres par club.
Si les deux périodes connaissent des vainqueurs différents, ceux-ci s'affrontent dans une finale aller/retour, dont le vainqueur est décrété "champion de Division 1B" et promu en Division 1A.
Évidemment, la montée en Division 1A/Jupiler Pro League (et donc la participation à l'éventuelle finale) est subordonnée à l'obtention de la licence obligatoire pour jouer en D1A. Si un des vainqueurs de période n'est pas en ordre de licence, c'est l'autre club qui est promu. "N'est pas en ordre" signifie "avoir demandé et se l'être vue refusée par une décision aura été coulée en force de chose jugée" (donc tous recours épuisés et refus).
Si les deux vainqueurs de période (ou celui qui aurait remporté les deux périodes) ne sont pas en ordre de licence pour la D1A, c'est alors le club (étant en ordre de licence) le mieux classé au classement général final qui est promu. Ces mesures restent identiques si un club désigné champion et annoncé promu n'est pas en ordre de licence ultérieurement, c'est-à-dire quand "la décision aura été coulée en force de chose jugée" (par exemple par la CBAS)

### Play-off 2
Au maximum, six formations de Division 1B pourront participer aux "Play-off 2" en compagnie des clubs classés de la 7e à la 16e place de la Division 1A/Jupiler Pro League. Ces six clubs sont les trois formations les mieux classées au classement général final de D1B
Mais ce nombre de "six" ne doit pas nécessairement être atteint s'il n'y a pas suffisamment de clubs de D1B qui répondent aux conditions d'accès (avoir demandé une licence pour la D1A et que celle-ci n'ait pas été refusée, ne pas être interdit de transfert, disposer des infrastructures prévues pour la D1A à la date du 15 février précédent les Play-off 2.).

### Play-off 3
Une série de 5 match barrages au maximum est organisé entre les 2 club les moins bien classés au classement général final de D1B. L'avant-dernière équipe commence ces barrages avec 3 points d'avances et reçoit en premier. Le perdant est relégué en Division 1 amateur pour la saison 2020-2021.

### Entraîneurs 2019-2020
| Club                 | Entraîneur                             | Date embauche         | Date licenciement |
| -------------------- | -------------------------------------- | --------------------- | ----------------- |
| K Beerschot VA       | Stijn Vreven Hernan Losada             | 24/05/2018 09/10/2019 | 09/10/2019        |
| OH Leuven            | Vincent Euvrard                        | 08/02/2019            |                   |
| Lommel SK            | Stefán Gíslason Peter Maes             | 27/06/2019 17/10/2019 | 17/10/2019        |
| K. SC Lokeren O-Vl.  | Glen De Boeck Stijn Vreven             | 21/01/2019 19/11/2019 | 17/11/2019        |
| K. SV Roeselare      | Arnar Grétarsson Christophe Gamel (en) | 31/07/2019 27/11/2019 | 27/11/2019        |
| R. Union St-Gilloise | Thomas Christiansen                    | 01/07/2019            |                   |
| R. Excelsior Virton  | Dino Toppmöller Christian Bracconi     | 31/05/2019 04/12/2019 | 02/12/2019        |
| K. VC Westerlo       | Bob Peeters                            | 06/12/2017            |                   |

## Résultats et classement
Légendes et abréviations
- Vainqueur d'une période et qualifié pour la finale annuelle éventuelle

 : Relégué de D1A en fin de saison 2018-2019
: Promu de D1 Amateur en fin de saison 2018-2019

### Période 1
Cette période 1 s'est jouée du 1er août 2019 au 11 février 2020
- Vainqueur : OH Leuven
- Dernière mise à jour : mardi 11 février 2020
- Prochaine journée : terminé

#### Classement Période 1
- Remarque: Montée en D1A, maintien ou descente sont conditionnés à l'octroi des licences concernées.

| Rang | Équipe              | Pts | J  | G | N | P | Bp | Bc | Diff |
| ---- | ------------------- | --- | -- | - | - | - | -- | -- | ---- |
| 1    | OH Leuven           | 29  | 14 | 9 | 2 | 3 | 22 | 10 | +12  |
| 2    | R. Excelsior Virton | 27  | 14 | 9 | 0 | 5 | 26 | 10 | +16  |
| 3    | K. VC Westerlo      | 26  | 14 | 8 | 2 | 4 | 21 | 10 | +11  |
| 4    | R.Union St-Gilloise | 23  | 14 | 6 | 5 | 3 | 17 | 15 | +2   |
| 5    | K. Beerschot VA     | 17  | 14 | 5 | 2 | 7 | 13 | 19 | -6   |
| 6    | K.SC Lokeren O-Vl.  | 13  | 14 | 3 | 4 | 7 | 13 | 23 | -10  |
| 7    | K. SV Roeselare     | 11  | 14 | 3 | 2 | 9 | 15 | 31 | -16  |
| 8    | Lommel SK           | 11  | 14 | 2 | 5 | 7 | 9  | 19 | -10  |

##### Résultats des matchs de la Période 1
| Résultats (▼dom., ►ext.)                                   | BEE | OHL | LOK | LOM | ROE | USG | VIR | WES |
| K Beerschot VA                                             |     | 1-2 | 1-0 | 2-0 | 2-1 | 1-0 | 2-1 | 1-2 |
| Oud-Heverlee Leuven                                        | 3-0 |     | 2-3 | 1-0 | 4-0 | 0-0 | 1-0 | 2-1 |
| K. SC Lokeren O-Vl.                                        | 2-1 | 0-2 |     | 0-0 | 2-0 | 1-1 | 1-3 | 1-1 |
| Lommel SK                                                  | 1-0 | 0-2 | 1-1 |     | 2-1 | 2-2 | 0-3 | 0-2 |
| K. SV Roeselare                                            | 1-1 | 3-1 | 2-1 | 1-1 |     | 3-0 | 0-5 | 0-2 |
| R. Union St-Gilloise                                       | 1-1 | 1-1 | 3-1 | 2-1 | 3-0 |     | 2-1 | 0-2 |
| R. Excelsior Virton                                        | 3-0 | 0-1 | 4-0 | 1-0 | 3-2 | 0-1 |     | 1-0 |
| K. VC Westerlo                                             | 2-0 | 1-0 | 2-0 | 1-1 | 4-1 | 1-2 | 0-1 |     |
| - Victoire à domicile - Match nul - Victoire à l'extérieur |     |     |     |     |     |     |     |     |

### Période 2
Cette période 2 est jouée du 17 novembre 2019 au 28 février 2020,,,,.
- Vainqueur : K Beerschot VA
- Dernière mise à jour : samedi 29 février 2020
- Prochaine journée : Terminé

#### Classement Période 2
- Remarque : Montée en D1A, maintien ou descente sont conditionnés à l'octroi des licences concernées.

| Rang | Équipe               | Pts | J  | G | N | P | Bp | Bc | Diff |
| ---- | -------------------- | --- | -- | - | - | - | -- | -- | ---- |
| 1    | K. Beerschot VA      | 26  | 14 | 7 | 5 | 2 | 18 | 9  | +9   |
| 2    | K. VC Westerlo       | 23  | 14 | 7 | 2 | 5 | 24 | 20 | +4   |
| 3    | R. Excelsior Virton  | 23  | 14 | 6 | 5 | 3 | 19 | 11 | +8   |
| 4    | R. Union St-Gilloise | 22  | 14 | 5 | 7 | 2 | 25 | 17 | +8   |
| 5    | Oud-Heverlee Leuven  | 17  | 14 | 5 | 2 | 7 | 23 | 30 | -7   |
| 6    | Lommel SK            | 16  | 14 | 4 | 4 | 6 | 12 | 18 | -6   |
| 7    | K. SV Roeselare      | 15  | 14 | 2 | 9 | 3 | 22 | 23 | -1   |
| 8    | K. SC Lokeren O-Vl.  | 7   | 14 | 1 | 4 | 9 | 11 | 26 | -15  |

##### Résultats des matchs de la Période 2
- Remarque : Le match Excelsior Virton - Beerschot a été annulé. Les deux clubs ont reçu une défaite forfait

| Résultats (▼dom., ►ext.)                                   | BEE | OHL | LOK | LOM | ROE | USG | VIR | WES |
| K Beerschot VA                                             |     | 2-1 | 1-1 | 2-1 | 1-1 | 1-1 | 1-1 | 1-0 |
| Oud-Heverlee Leuven                                        | 0-3 |     | 2-1 | 3-0 | 2-1 | 3-5 | 0-2 | 1-3 |
| K. SC Lokeren O-Vl.                                        | 0-2 | 1-1 |     | 0-1 | 1-3 | 0-2 | 0-2 | 0-4 |
| Lommel SK                                                  | 1-0 | 3-2 | 1-0 |     | 0-0 | 0-0 | 0-0 | 0-1 |
| K. SV Roeselare                                            | 1-1 | 2-2 | 2-2 | 3-1 |     | 1-1 | 0-2 | 3-5 |
| R. Union St-Gilloise                                       | 0-2 | 2-3 | 1-1 | 2-2 | 3-3 |     | 2-0 | 3-1 |
| R. Excelsior Virton                                        | /   | 4-1 | 1-2 | 3-1 | 1-1 | 0-0 |     | 1-1 |
| K. VC Westerlo                                             | 0-1 | 1-2 | 3-2 | 2-1 | 1-1 | 0-3 | 2-1 |     |
| - Victoire à domicile - Match nul - Victoire à l'extérieur |     |     |     |     |     |     |     |     |

### Classement général (Période 1 + Période 2)
- Remarque: Montée en D1A, maintien ou descente sont conditionnés à l'octroi des licences concernées.

Légendes et abréviations
- clubs qualifiés pour la finale de D1B
- relégation administrative faute de licence pour la D1B
- Liquidation judiciaire (faillite)

 : Relégué de D1A en fin de saison 2018-2019
: Promu de D1 Amateurs en fin de saison 2018-2019
- Dernière mise à jour: mardi 27 juin 2020

| Rang | Équipe               | Pts | J  | G  | N  | P  | Bp | Bc | Diff |
| ---- | -------------------- | --- | -- | -- | -- | -- | -- | -- | ---- |
| 1    | K. VC Westerlo       | 49  | 28 | 15 | 4  | 9  | 45 | 30 | +15  |
| 2    | R. Excelsior Virton  | 47  | 28 | 14 | 5  | 9  | 44 | 26 | +18  |
| 3    | Oud-Heverlee Leuven  | 46  | 28 | 14 | 4  | 10 | 45 | 40 | +5   |
| 4    | R. Union St-Gilloise | 45  | 28 | 11 | 12 | 5  | 43 | 32 | +11  |
| 5    | K Beerschot VA       | 43  | 28 | 12 | 7  | 9  | 31 | 28 | +3   |
| 6    | Lommel SK            | 27  | 28 | 6  | 9  | 13 | 21 | 37 | -16  |
| 7    | K. SV Roeselare      | 26  | 28 | 5  | 11 | 12 | 37 | 54 | -17  |
| 8    | K. SC Lokeren O-Vl.  | 20  | 28 | 4  | 8  | 16 | 24 | 49 | -25  |

## Finale
Si deux clubs différents ont remporté chacun une des deux "périodes", ils s'affrontent en matchs aller/retour. La rencontre "aller" se déroule sur terrain de l'équipe la moins bien classée au classement général (Période 1  + Période 2). Le vainqueur de cette finale est décrété champion de Division 1B et promu en Division 1A.
- Vainqueur Période 1 : OH Louvain
- Vainqueur Période 2 : K Beerschot VA

Le manche "aller" est disputée mais les mesures de confinement imposées par le gouvernement belge en raison de la crise du Covid-19 empêchent le déroulement de match retour programmée le 14 mars 2020.
|        | Dates       | Équipe 1            | Équipe 2            | Score 90 | Score Prol. | Tirs au but |
| ------ | ----------- | ------------------- | ------------------- | -------- | ----------- | ----------- |
| Aller  | 8 mars 2020 | K. Beerschot VA     | Oud-Heverlee Leuven | 1-0      |             |             |
| Retour | 2 août 2020 | Oud-Heverlee Leuven | K. Beerschot VA     | 1-4      | ...         | ..          |

- Promu en D1A : K Beerschot VA et OH Louvain.

## Play-off 3
Les clubs qui terminent le championnat en 7e et 8e places, jouent des play-offs 3 qui consistent en 5 matches au maximum. Le club qui ne peut plus être rattrapé, est désigné comme vainqueur et se maintient en division 1B (s'il possède la licence professionnelle 1B). Le club qui a terminé 7e commence avec une avance de 3 points, sans qu’une victoire ne soit comptabilisée et joue les premier, troisième et cinquième matches à domicile.
ANNULATION DES "PO3" en raison de la crise du Covid-19 (voir Résumé particulier 2019-2020)

### Résultats des matchs des Play-offs 3
| Rang | Équipe              | Pts | J | G | N | P | Bp | Bc | Diff |  | Résultats (▼ dom., ► ext.) | LOK | ROE | LOK | ROE | LOK |
| ---- | ------------------- | --- | - | - | - | - | -- | -- | ---- |  | -------------------------- | --- | --- | --- | --- | --- |
| 1    | K. SV Roeselare     | 3   | 0 | 0 | 0 | 0 | 0  | 0  | 0    |  | K. SV Roeselare            | -   |     | -   |     | -   |
| 2    | K. SC Lokeren O-Vl. | 0   | 0 | 0 | 0 | 0 | 0  | 0  | 0    |  | K. SC Lokeren O-Vl.        |     | -   |     | -   |     |

Règles de départage : points, victoires (les autres critères habituels sont inutiles vu qu'avec le bonus de 3 points, il est impossible d'avoir le même nombre de points et de victoires).
NOTE : les deux clubs concernés sont finalement relégués en raison de leur situation financière qui les prive de licence. Pour le K. SC Lokeren Oost-Vlaanderen (matricule 282), c'est même la disparition à la suite de sa faillite déclarée.

## Résumé de la saison
- Champion : K Beerschot VA

Nième titre de Division 1B
| Région flamande (6)              | Région flamande (6) | Région wallonne (2)               | Région wallonne (2) |
| -------------------------------- | ------------------- | --------------------------------- | ------------------- |
| Province d'Anvers                | 2                   | Province de Hainaut               | 0                   |
| Province de Flandre-Occidentale  | 1                   | Province de Liège                 | 0                   |
| Province de Flandre-Orientale    | 1                   | Province de Luxembourg            | 1                   |
| Province de Limbourg             | 1                   | Province de Namur                 | 0                   |
| Province du Brabant flamand      | 1                   | Province du Brabant wallon        | 0                   |
| Région de Bruxelles-Capitale VFV | 0                   | Région de Bruxelles-Capitale ACFF | 1                   |

À partir de la saison 2017-2018, le Brabant est également scindé en ailes linguistiques. Les cercles de la Région de Bruxelles-Capitale doivent choisir leur appartenance entre VFV et ACFF. La grande majorité opte pour l'ACFF..

### Promu en D1A (Jupiler Pro League)
- K Beerschot VA
- OH Louvain

### Relégué de D1 A (Jupiler Pro League)
- K. RS Waasland Beveren SK (Le club s'est maintenu en D1A à la suite de recours)

### Relégué en D1 Amateur
- K. SV Roeslare

### Relégué en D2 Amateur
- Le R. Excelsior Virton est relégué en D2 Amateur à la suite de problèmes administratifs.